# Kazuki Arinaga
Kazuki Arinaga (født 3. marts 1989) er en japansk fodboldspiller, som spiller for den japanske fodboldklub AC Nagano Parceiro.